# 小行星278956
小行星278956（278956 Shei-Pa），臨時編號2008 UZ83，是一顆位於小行星帶的小行星，由鹿林天文台於2008年10月22日發現。
該小行星以台灣中部的雪霸國家公園命名。雪霸國家公園環繞著雪山與大壩尖山，約有76850公頃，有51個山峰高度超過3000公尺。